# Naruto Powerful Shippūden
Naruto Powerful Shippūden est un jeu vidéo de type beat them all développé par Inti Creates et édité par Namco Bandai Games, sorti en 2012 sur Nintendo 3DS.

## Accueil
- Jeuxvideo.com : 14/20[1]